# WTA фінал 2016, одиночний розряд
Агнешка Радванська була чинною чемпіонкою, але не змогла захистити свій титул, оскільки в півфіналі її перемогла Анджелік Кербер.
Домініка Цібулкова виграла титул, у фіналі перемігши Кербер з рахунком 6-3, 6-4.

## Сіяні гравчині
| 1. Анджелік Кербер (фінал) 2. Агнешка Радванська (півфінал) 3. Сімона Халеп (коловий турнір) 4. Кароліна Плішкова (коловий турнір) | 1. Гарбінє Мугуруса (коловий турнір) 2. Медісон Кіз (коловий турнір) 3. Домініка Цібулкова (переможниця) 4. Світлана Кузнецова (півфінал) |

### Запасні
| 1. Джоанна Конта (не грала) | 1. Карла Суарес Наварро (не грала) |

## Основна сітка

### Легенда
| - Q = Кваліфаєр - WC = Вайлд-кард - LL = Щасливий лузер | - Alt = Заміна - SE = Виняток - PR = Захищений рейтинг | - w/o = Без гри - r = Зняття - d = Присуджено перемогу |

### Фінальна частина
|  | Півфінали | Півфінали          | Півфінали          | Півфінали | Півфінали |                    |                 | Фінал | Фінал | Фінал | Фінал | Фінал |
|  |           |                    |                    |           |           |                    |                 |       |       |       |       |       |
|  | 1         | Анджелік Кербер    | 6                  | 6         |           |                    |                 |       |       |       |       |       |
|  | 2         | Агнешка Радванська | 2                  | 1         |           |                    |                 |       |       |       |       |       |
|  | 2         | Агнешка Радванська | 2                  | 1         |           | 1                  | Анджелік Кербер | 3     | 4     |       |       |       |
|  |           |                    |                    |           |           | 1                  | Анджелік Кербер | 3     | 4     |       |       |       |
|  |           | 7                  | Домініка Цібулкова | 6         | 6         |                    |                 |       |       |       |       |       |
|  | 8         | 7                  | Домініка Цібулкова | 6         | 6         | Світлана Кузнецова | 6               | 62    | 4     |       |       |       |
|  | 8         |                    |                    |           |           | Світлана Кузнецова | 6               | 62    | 4     |       |       |       |
|  | 7         | Домініка Цібулкова | 1                  | 7         | 6         |                    |                 |       |       |       |       |       |

### Рожева група
|   |                    | А Кербер       | С Халеп   | М Кіз    | Д Цібулкова    | Матчів В-П | Сетів В-П | Геймів В-П  | Положення |
| 1 | Анджелік Кербер    |                | 6-4, 6-2  | 6-3, 6-3 | 7-65, 2-6, 6-3 | 3-0        | 6-1 (86%) | 39-27 (59%) | 1         |
| 3 | Сімона Халеп       | 4-6, 2-6       |           | 6-2, 6-4 | 3-6, 65-7      | 1-2        | 2-4 (33%) | 27-31 (47%) | 3         |
| 6 | Медісон Кіз        | 3-6, 3-6       | 2-6, 4-6  |          | 6-1, 6-4       | 1-2        | 2-4 (33%) | 24-29 (45%) | 4         |
| 7 | Домініка Цібулкова | 65-7, 6-2, 3-6 | 6-3, 7-65 | 1-6, 4-6 |                | 1-2        | 3-4 (43%) | 33-36 (48%) | 2         |

За рівної кількості очок положення визначається: 1) Кількість перемог; 2) Кількість матчів; 3) Якщо двоє тенісисток після цього ділять місце, особисті зустрічі; 4) Якщо троє тенісисток після цього ділять місце, кількість виграних сетів, кількість виграних геймів; 5) Рішення організаційного комітету.

### Біла група
|   |                    | А Радванська  | К Плішкова     | Г Мугуруса     | Світлана Кузнецова | Матчів В-П | Сетів В-П | Геймів В-П  | Положення |
| 2 | Агнешка Радванська |               | 7-5, 6-3       | 7-61, 6-3      | 5-7, 6-1, 5-7      | 2-1        | 5-2 (71%) | 42-32 (57%) | 2         |
| 4 | Кароліна Плішкова  | 5-7, 3-6      |                | 6-2, 64-7, 7-5 | 6-3, 2-6, 67-7     | 1-2        | 3-5 (38%) | 41-43 (49%) | 3         |
| 5 | Гарбінє Мугуруса   | 61-7, 3-6     | 2-6, 7-64, 5-7 |                | 3-6, 6-0, 6-1      | 1-2        | 3-5 (38%) | 38-39 (49%) | 4         |
| 8 | Світлана Кузнецова | 7-5, 1-6, 7-5 | 3-6, 6-2, 7-67 | 6-3, 0-6, 1-6  |                    | 2-1        | 5-4 (56%) | 38-45 (46%) | 1         |

За рівної кількості очок положення визначається: 1) Кількість перемог; 2) Кількість матчів; 3) Якщо двоє тенісисток після цього ділять місце, особисті зустрічі; 4) Якщо троє тенісисток після цього ділять місце, кількість виграних сетів, кількість виграних геймів; 5) Рішення організаційного комітету.